# Agapanthus caulescens
Agapanthus caulescens là một loài thực vật có hoa trong họ Amaryllidaceae. Loài này được Spreng. mô tả khoa học đầu tiên năm 1901.